# 業務
| ウィキペディアには「業務」という見出しの百科事典記事はありません（タイトルに「業務」を含むページの一覧/「業務」で始まるページの一覧）。 代わりにウィクショナリーのページ「業務」が役に立つかもしれません。 |